# Johann Sebastian Bach
Johann Sebastian Bach (pronunciado /ˈjoːhan zeˈbasti̯an bax/ (escucharⓘ); Eisenach, Sacro Imperio Romano Germánico, 21 de marzojul./ 31 de marzo de 1685greg.-Leipzig, Sacro Imperio Romano Germánico, 28 de julio de 1750) fue un compositor, músico, director de orquesta, maestro de capilla, cantor y profesor alemán del período barroco.
Fue el miembro más importante de una de las familias de músicos más destacadas de la historia, con más de 35 compositores famosos: la familia Bach. Tuvo una gran fama como organista y clavecinista en toda Europa por su gran técnica y capacidad de improvisar música al teclado. Además del órgano y del clavecín, tocaba el violín y la viola da gamba.
Su fecunda obra es considerada la cima de la música barroca; destaca en ella su profundidad intelectual, su perfección técnica y su belleza artística, además de la síntesis de los diversos estilos nacionales de su época y del pasado. Bach es considerado el último gran maestro del arte del contrapunto y fuente de inspiración e influencia para posteriores compositores y músicos, tales como Joseph Haydn, Wolfgang Amadeus Mozart, Ludwig van Beethoven, Felix Mendelssohn, Robert Schumann y Frédéric Chopin, entre muchos otros.
Entre sus obras más conocidas se encuentran los Conciertos de Brandeburgo, El clave bien temperado, la Misa en si menor, la Pequeña fuga en sol menor, la Pasión según San Mateo, El arte de la fuga, Ofrenda musical, las Variaciones Goldberg, la Tocata y fuga en re menor, varios ciclos de cantatas (entre ellas las célebres Wachet auf, ruft uns die Stimme, BWV 140 y Herz und Mund und Tat und Leben, BWV 147), el Concierto italiano, BWV 971, la Obertura en estilo francés, BWV 831, las Suites para violonchelo solo, las Sonatas y partitas para violín solo, los Conciertos para teclado y las Suites para orquesta.

## Biografía

### Familia

Monograma de Johann Sebastian Bach, usado durante sus años en Leipzig; en él se entrelazan sus iniciales superpuestas en espejo y encimadas con una corona, J.S.B.

Johann Sebastian Bach pertenecía a una de las más destacadas familias musicales de la historia. Durante más de doscientos años, la familia Bach produjo buenos intérpretes y compositores. En aquella época, la Iglesia luterana, el gobierno local y la aristocracia daban una significativa aportación para la formación de músicos profesionales, particularmente en los electorados orientales de Turingia y Sajonia. El padre de Johann Sebastian, Johann Ambrosius Bach, era un talentoso violinista y trompetista en Eisenach, una ciudad con cerca de 6000 habitantes en Turingia. El puesto involucraba la organización de la música profana y la participación en la música eclesiástica. Los tíos de Johann Sebastian eran todos músicos profesionales, entre cuyos cargos había organistas de iglesia, músicos de cámara de la corte y compositores. Bach era consciente de los logros musicales de su familia y hacia 1735 esbozó una genealogía, Ursprung der musikalisch-Bachischen Familie (Origen de la familia musical Bach), buscando la historia de las generaciones de los exitosos músicos de su familia.

### Primeros años (1685-1703)
Johann Sebastian Bach nació en Eisenach, Ducado de Sajonia-Eisenach (en la actual Turingia, Alemania), el 21 de marzo de 1685, el mismo año que Georg Friedrich Händel y Domenico Scarlatti. La fecha de su nacimiento corresponde al calendario juliano, pues los alemanes aún no habían adoptado el calendario gregoriano, según el cual la fecha corresponde al 31 de marzo. Era el octavo hijo (el hijo mayor tenía 14 años cuando nació Johann Sebastian) del matrimonio formado por Maria Elisabetha Lämmerhirt y Johann Ambrosius Bach, director de los músicos de la ciudad. Su padre fue quien le enseñó probablemente a tocar el violín y los fundamentos de la teoría musical. Su tío Johann Christoph Bach lo introdujo en la práctica del órgano.
Su madre falleció en 1694, cuando Johann Sebastian tenía nueve años, y su padre —que ya le había dado las primeras lecciones de música— falleció ocho meses después. Johann Sebastian, huérfano con diez años, se fue a vivir y estudiar con su hermano mayor, Johann Christoph Bach, organista en la iglesia de San Miguel (Michaeliskirche) de Ohrdruf, una ciudad cercana. Allí copiaba, estudiaba e interpretaba música, incluyendo la de su propio hermano, a pesar de estarle prohibido hacerlo porque las partituras eran muy valiosas y privadas y el papel de ese tipo era costoso. Aprendió teoría musical y composición, además de tocar el órgano, y recibió lecciones de su hermano, que lo adiestró en la interpretación del clavecín. Johann Christoph le dio a conocer las obras de los grandes compositores del Sur de Alemania de la época, como Johann Pachelbel (que había sido maestro de Johann Christoph) y Johann Jakob Froberger; de compositores del Norte de Alemania; de los franceses, como Jean-Baptiste Lully, Louis Marchand y Marin Marais, así como del clavecinista italiano Girolamo Frescobaldi. También en esa época estudió teología, latín, griego, francés e italiano en el gymnasium de la localidad.

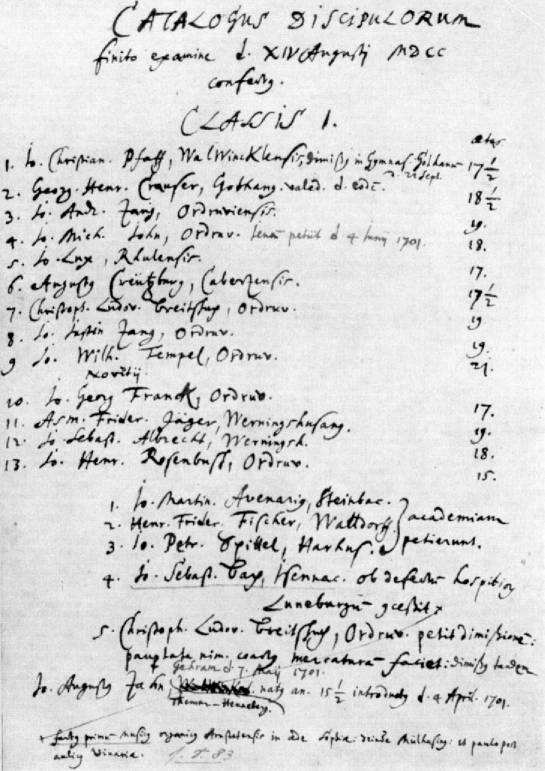
Registro escolar del Liceo de Ohrdruf. J. S. Bach es el cuarto alumno de la segunda lista.

En 1700, a los catorce años de edad, Johann Sebastian fue premiado, junto a su amigo del colegio Georg Erdmann, dos años mayor que él, con una matrícula para realizar estudios corales en la prestigiosa Escuela de San Miguel en Luneburgo, no muy lejos del puerto marítimo de Hamburgo, una de las ciudades más grandes del Sacro Imperio. Esto conllevaba un largo viaje con su amigo, que probablemente realizaron en parte a pie y en parte en carroza, aunque no se sabe con certeza. No hay referencias escritas de este período de su vida, pero los dos años de estancia en la escuela parecen haber sido decisivos por haberle expuesto a una paleta más amplia de la cultura europea que la que había experimentado en Turingia. Además de cantar en el coro a capela, es probable que tocase el órgano con tres teclados y sus clavicémbalos. Quizás entró en contacto con los hijos de los nobles del norte de Alemania, que eran enviados a esta escuela selectísima para prepararse en sus carreras diplomáticas, gubernamentales y militares.
Aunque existen pocas evidencias históricas que lo sustenten, es casi seguro que durante la estancia en Luneburgo, el joven Bach visitó la iglesia de San Juan (Johanniskirche) y escuchó (y posiblemente tocó) el famoso órgano de la iglesia (construido en 1549 por Jasper Johannsen, y conocido como «el órgano de Böhm» debido a su intérprete más destacado). Dado su talento musical, es muy probable asimismo que tuviese un significativo contacto con los organistas destacados del momento en Luneburgo, muy particularmente con Georg Böhm (el organista de la Johanniskirche), así como con organistas de la cercana Hamburgo, como Johann Adam Reincken y Nicolaus Bruhns. Gracias al contacto con estos músicos, Johann Sebastian tuvo acceso probablemente a los instrumentos más grandes y precisos que había tocado hasta entonces. En esta etapa se familiarizó con la música de la tradición académica organística del norte  de Alemania, especialmente con la obra de Dietrich Buxtehude, organista en la iglesia de Santa María de Lübeck, y con manuscritos musicales y tratados de teoría musical que estaban en posesión de aquellos músicos. Stauffer informó del descubrimiento en 2005 de las tablaturas de órganos que escribió Bach, aun en su adolescencia, de obras de Reincken y Dietrich Buxtehude, que muestra «un adolescente disciplinado, metódico y bien entrenado profundamente comprometido con el aprendizaje de su oficio».

### Período de Weimar a Mühlhausen (1703-1708)

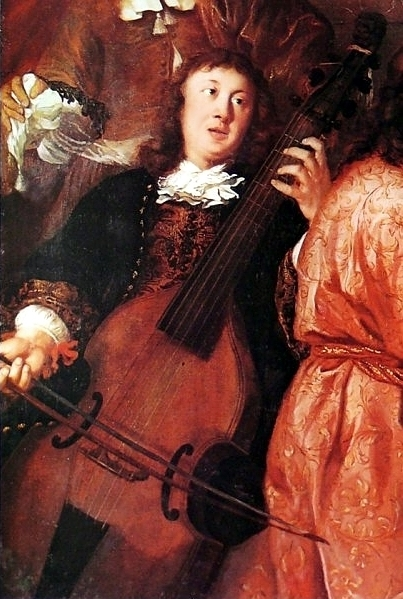
Las obras tempranas de Johann Sebastian Bach estuvieron influenciadas por las del compositor y organista Dietrich Buxtehude.

En enero de 1703, poco después de terminar los estudios y graduarse en San Miguel y de ser rechazado para el puesto de organista en Sangerhausen, Bach logró un puesto como músico de la corte en la capilla del duque Juan Ernesto III en Weimar. No está claro cuál fue su papel allí, pero parece que incluía tareas domésticas no musicales. Durante los siete meses de servicio en Weimar, su reputación como teclista se extendió tanto que fue invitado a inspeccionar el flamante órgano de la iglesia de San Bonifacio (St.-Bonifatius-Kirche, posteriormente Bachkirche, «iglesia de Bach») de la cercana ciudad de Arnstadt, a 40 kilómetros al sureste de Weimar, y a dar el concierto inaugural en él. La familia Bach tenía estrechos vínculos con esta antigua ciudad de Turingia, al lado del bosque de Turingia. En agosto de 1703 aceptó el puesto de organista en dicha iglesia, con obligaciones ligeras, un salario relativamente generoso y un buen órgano nuevo, afinado conforme a un sistema reciente que permitía el uso de un mayor número de teclas. En esa época Bach estaba emprendiendo la composición seria de preludios para órgano; estas obras, inscritas en la tradición del norte de Alemania de preludios virtuosos e improvisados, ya mostraban un estricto control de los motivos (en ellos, una idea musical sencilla y breve se explora en sus consecuencias a través de todo un movimiento). Sin embargo, en estas obras el compositor aún no había desarrollado plenamente su capacidad de organización a gran escala y su técnica contrapuntística, donde dos o más melodías interactúan simultáneamente.
Las fuertes conexiones familiares y el hecho de estar empleado por un entusiasta de la música no impidieron que surgieran tensiones entre el joven organista y las autoridades después de varios años en el cargo. Johann Sebastian estaba insatisfecho con el nivel de los cantantes del coro. Llamó a uno de ellos «zippel Fagottist» (fagotista flojo). Una noche, este estudiante llamado Geyersbach fue tras él con un palo. Bach presentó una denuncia contra él ante las autoridades. Absolvieron a Geyersbach con una pequeña reprimenda y ordenaron a Bach que fuera más moderado con respecto a las cualidades musicales que esperaba de sus alumnos. Meses después, su empleador se mostró muy molesto después de que Bach se ausentara de Arnstadt sin autorización durante cuatro meses (había pedido permiso para ausentarse cuatro semanas) en el invierno de 1705-1706 para visitar en Lübeck al gran maestro Dietrich Buxtehude y asistir a sus Abendmusiken en la iglesia de Santa María (Marienkirche). Este episodio bien conocido de la vida del compositor implica que tuvo que caminar unos 400 kilómetros de ida y otros tantos de vuelta para pasar el tiempo con el hombre al que posiblemente consideraba como la figura máxima entre los organistas alemanes. El viaje reforzó el influjo del estilo de Buxtehude como fundamento de la obra temprana de Bach, y el hecho de que alargase su visita durante varios meses sugiere que el tiempo que pasó con el anciano tuvo un alto valor para su arte. Johann Sebastian quería convertirse en amanuense (asistente o sucesor) de Buxtehude, pero no quiso casarse con su hija, que era la condición para su nombramiento.
En 1706 le ofrecieron un puesto mejor pagado como organista en la iglesia de San Blas (Divi-Blasii-Kirche) de Mühlhausen, una importante ciudad al norte. El año siguiente tomó posesión de este mejor puesto, con paga y condiciones significativamente superiores, incluyendo un buen coro. A los cuatro meses de haber llegado a Mühlhausen se casó, el 17 de octubre de 1707, con Maria Barbara Bach, una prima suya en segundo grado, con la que tendría siete hijos, de los cuales cuatro alcanzaron la edad adulta. Dos de ellos —Wilhelm Friedemann y Carl Philipp Emanuel— llegaron a ser compositores importantes en el ornamentado estilo galante que siguió al barroco.
El ayuntamiento de la ciudad aceptó los requerimientos de Bach e invirtió una gran suma en la renovación del órgano de la iglesia de San Blas. En 1708 Johann Sebastian escribió la cantata festiva Gott ist mein König, BWV 71 para la inauguración del nuevo concejo de la ciudad, cuya publicación fue costeada por el ayuntamiento. En dos ocasiones, en años posteriores, el compositor tuvo que regresar para dirigirla.

### Regreso a Weimar (1708-1717)

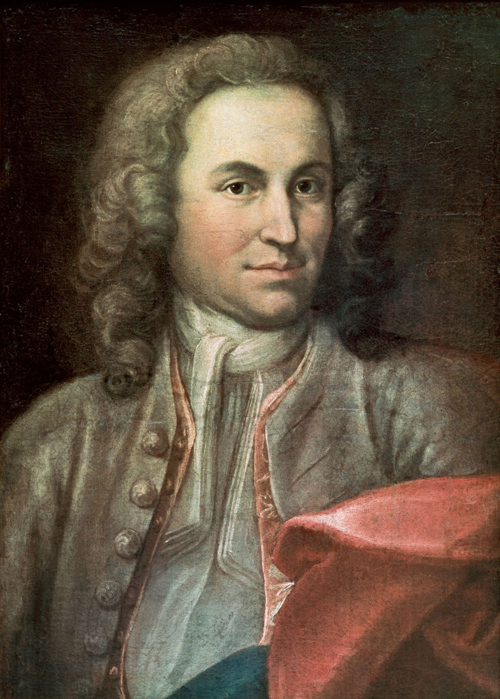
Retrato de Johann Sebastian Bach en 1715.

Transcurrido apenas un año, le llegó en 1708 una nueva oferta de trabajo como organista desde la corte ducal en Weimar, por lo que abandonó su puesto en Mühlhausen. Allí tuvo la oportunidad de trabajar con un contingente grande y bien financiado de músicos profesionales. Bach se trasladó con su familia a un apartamento muy cercano al palacio ducal. Ese mismo año nació su primera hija, Catharina Dorothea. Se fue a vivir con ellos la hermana mayor y soltera de Maria Barbara, que permaneció con ellos ayudando en las tareas domésticas hasta su muerte en 1729. También nacieron tres hijos en Weimar: Wilhelm Friedemann, Carl Philipp Emanuel y Johann Gottfried Bernhard. Tuvieron tres hijos más, que, sin embargo, no vivieron hasta su primer cumpleaños, incluidos los gemelos nacidos en 1713.
Este período en la vida de Bach fue fructífero y comenzó una época de composición de obras para teclado y orquestales. Alcanzó el nivel de competencia y confianza para ampliar las estructuras existentes e incluir influencias del exterior. A la muerte del príncipe Juan Ernesto en 1707, su hermano Guillermo Ernesto había asumido el poder de facto. Por su anterior cercanía con el duque Juan Ernesto, que había sido a su vez un avezado músico y admirador de la música italiana, Bach había estudiado y transcrito las obras de Antonio Vivaldi, Arcangelo Corelli y Giuseppe Torelli, entre otros autores italianos, gracias a lo cual había aprendido a escribir aperturas dramáticas y a emplear los ritmos dinámicos y los esquemas armónicos que se encontraban en dicha música, asimilando su dinamismo y emotividad armónica, y aplicando estas cualidades a sus propias composiciones, que a su vez eran interpretadas por el conjunto musical del duque Guillermo Ernesto. Absorbió estos aspectos estilísticos en parte mediante la transcripción de conciertos para cuerda y viento de Vivaldi a clavecín y órgano; muchas de esas obras transcritas son todavía interpretadas con frecuencia. Se sintió atraído especialmente por el estilo italiano en el que uno o más instrumentos solistas alternan sección por sección con la orquesta completa a través de un movimiento.
Continuó tocando y componiendo para órgano e interpretando música de concierto con el conjunto del duque. También comenzó a componer preludios y fugas, posteriormente recopilados en su obra monumental El clave bien temperado (Das Wohltemperierte Klavier), impresa por primera vez en 1801, que consta de dos libros compilados en 1722 y 1744, cada uno de los cuales contiene un preludio y fuga en cada tonalidad mayor y menor. Empezó a escribir el  Orgelbüchlein (Pequeño libro para órgano), obra didáctica que dejó inconclusa. Contenía corales tradicionales luteranas arregladas en elaboraciones complejas para formar organistas.
En 1713 le ofrecieron un puesto en Halle, cuando aconsejó a las autoridades durante la renovación de Christoph Cuntzius del órgano principal de la galería oeste de la Marktkirche Unser Lieben Frauen. Johann Kuhnau y Bach volvieron a tocar cuando se inauguró en 1716. En la primavera de 1714 Johann Sebastian fue ascendido a Konzertmeister, un honor que implicaba realizar mensualmente una cantata de iglesia en la iglesia del palacio. Las tres primeras cantatas de la nueva serie compuesta por Bach en Weimar fueron Himmelskönig, sei willkommen, BWV 182, para el Domingo de Ramos, que coincidió con la Anunciación de ese año; Weinen, Klagen, Sorgen, Zagen, BWV 12, para el Domingo de júbilo; y Erschallet, ihr Lieder, erklinget, ihr Saiten!, BWV 172 para Pentecostés. Su primera cantata navideña, Christen, ätzet diesen Tag, BWV 63, se estrenó aquí posiblemente en 1713, o, si fue interpretada para el bicentenario de la Reforma Protestante, en 1717.
En 1717 ocurre en Dresde el anecdótico intento de duelo musical con Louis Marchand (se dice que Marchand abandonó la ciudad tras escuchar previamente y a escondidas a Bach). Ese mismo año, con motivo del fallecimiento del maestro de capilla (o Kapellmeister) de la corte de Anhalt-Köthen y con la mediación del duque Ernesto Augusto —sobrino de Guillermo Ernesto, con quien se hallaba a la sazón en pleitos en aquel entonces—, el príncipe Leopoldo ofreció a Bach el puesto vacante, que aceptó. Esto disgustó al duque de Weimar y cuando el compositor presentó su renuncia, ordenó que le arrestaran por algunas semanas en el castillo antes de aceptarla. Según una traducción del informe del secretario del tribunal, fue encarcelado durante casi un mes antes de ser despedido desfavorablemente:

On November 6, [1717], the quondam concertmaster and organist Bach was confined to the County Judge's place of detention for too stubbornly forcing the issue of his dismissal and finally on December 2 was freed from arrest with notice of his unfavourable discharge.
El 6 de noviembre [de 1717], el otrora maestro de capilla y organista Bach fue encarcelado en el Juzgado de la Corte por forzar demasiado obstinadamente el asunto de su renuncia y puesto finalmente en libertad de su arresto el 2 de diciembre con una notificación desfavorable de su despido.

### Köthen (1717-1723)
El príncipe Leopoldo de Anhalt-Köthen contrató a Bach como maestro de capilla en 1717. El príncipe Leopoldo, que también era músico, apreciaba su talento, le pagaba bien y le dio un tiempo considerable para componer y tocar. Sin embargo, el príncipe era calvinista y no solía usar música elaborada en sus oficios religiosos. Por esa razón, la mayoría de sus obras de este período fueron profanas. Como ejemplo están las Suites para orquesta, las seis Suites para violonchelo solo, las Sonatas y partitas para violín solo y los Conciertos de Brandeburgo. También compuso cantatas profanas para la corte, como Die Zeit, die Tag und Jahre macht, BWV 134a.
A pesar de haber nacido en el mismo año y de estar separados únicamente por alrededor de 130 kilómetros, Bach y Georg Friedrich Händel nunca se conocieron. En 1719 Johann Sebastian realizó un viaje de unos treinta kilómetros desde Köthen hasta Halle con la intención de conocer a Händel, pero este había abandonado recientemente la ciudad. En 1730 Wilhelm Friedemann, hijo de Johann Sebastian, fue a Halle para invitar a Händel a visitar a la familia Bach en Leipzig, sin embargo, la visita nunca tuvo lugar.
El 7 de julio de 1720, mientras Bach estaba de viaje con el príncipe Leopoldo en Karlovy Vary (en alemán ‘’Karlsbad’’) su esposa, Maria Barbara Bach, murió repentinamente. Algunos especialistas señalan que en memoria de ella compuso la Partita para violín solo n.º 2, BWV 1004, en especial, su última sección, la «Chacona». Al año siguiente conoció a Anna Magdalena Wilcke, una joven y talentosa soprano, 16 años más joven que él, que cantaba en la corte de Köthen. Se casaron el 3 de diciembre de 1721. Juntos tuvieron trece hijos más, seis de los cuales alcanzaron la edad adulta: Gottfried Heinrich, Johann Christoph Friedrich y Johann Christian, que llegaron a ser músicos destacados; Elisabeth Juliane Friederica (1726-81), quien se casó con el alumno de su padre Johann Christoph Altnickol; Johanna Carolina (1737-81) y Regina Susanna (1742-1809).

### Leipzig (1723-1750)

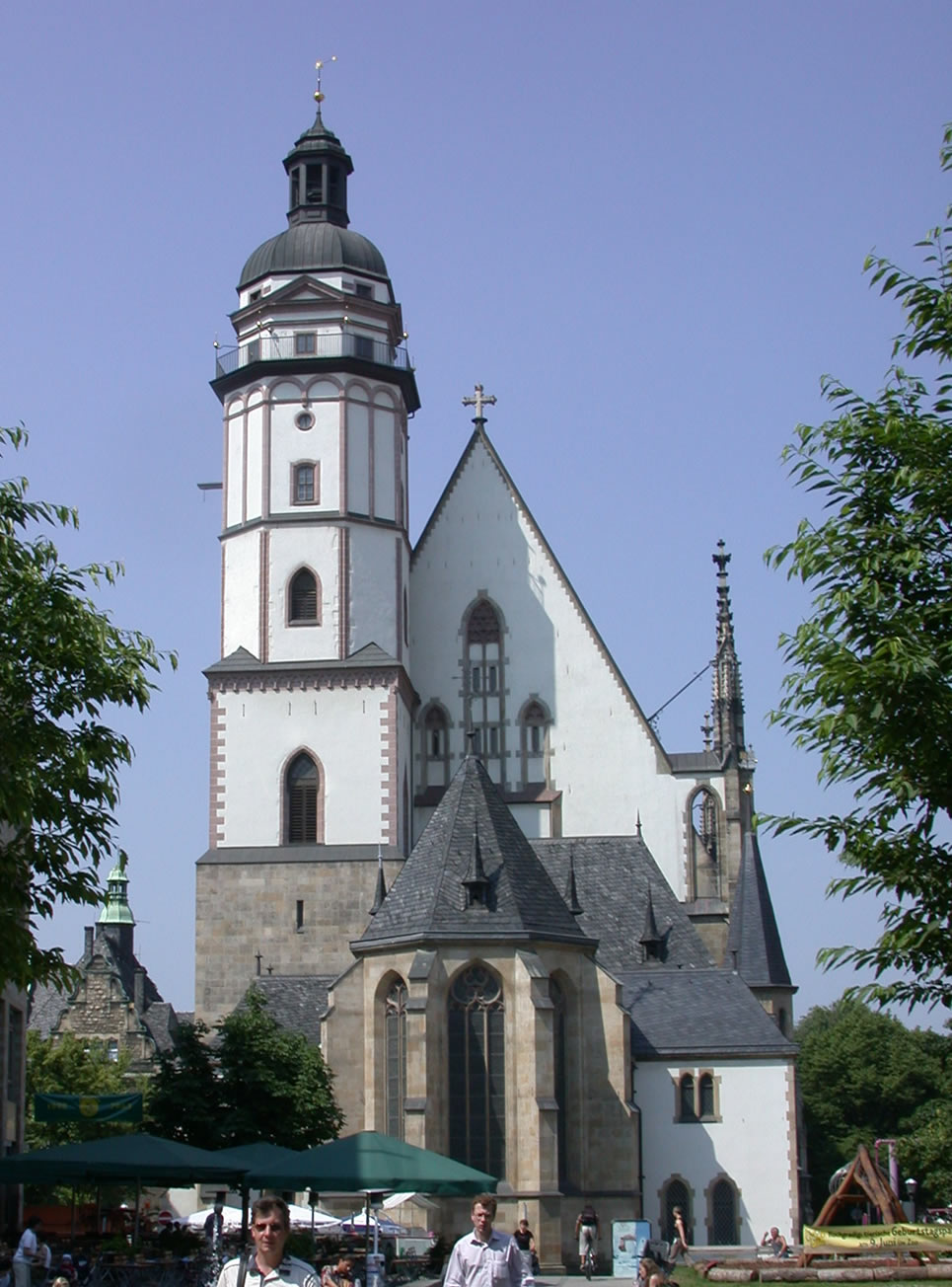
Iglesia de Santo Tomás (Leipzig).

Johann Kuhnau había sido Thomaskantor de la Thomasschule en la iglesia luterana de Santo Tomás (Thomaskirche) de Leipzig desde 1701 hasta su muerte el 5 de junio de 1722. Bach había visitado Leipzig durante el mandato de Kuhnau: en 1714 asistió al culto en la iglesia de Santo Tomás el primer domingo de Adviento, y en 1717 había probado el órgano de la Paulinerkirche. En 1716 Bach y Kuhnau se habían reunido con motivo de la prueba e inauguración de un órgano en Halle.
Después de que le ofrecieran el puesto, invitaron a Bach a Leipzig solo después de que Georg Philipp Telemann indicara que no estaba interesado en trasladarse a Leipzig. Telemann se fue a Hamburgo, donde «tuvo sus propias luchas con el senado de la ciudad».
En 1723 Bach fue nombrado Thomaskantor y director musical de las principales iglesias de la ciudad, San Nicolás (Nikolaikirche) y San Pablo (Paulinerkirche), la iglesia de la Universidad. Era un prestigioso puesto en la ciudad mercantil líder del Electorado de Sajonia, un electorado vecino de Turingia. Aparte de sus breves ocupaciones en Arnstadt y Mühlhausen, este fue el primer trabajo estatal de Bach, en una carrera que había estado estrechamente ligada al servicio a la aristocracia. Durante ese tiempo ganó más prestigio a través de nombramientos honorarios en las cortes de Köthen y Weissenfels, así como en la del elector Augusto II de Polonia en Dresde. El compositor no solía estar de acuerdo con su empleador, el concejo municipal de Leipzig, al que consideraba «tacaño».
Este puesto, que mantuvo durante 27 años, hasta su muerte, lo puso en contacto con las maquinaciones políticas de su empleador, el Ayuntamiento de Leipzig, dentro del cual había dos facciones: los absolutistas, leales al monarca sajón en Dresde, Augusto II de Polonia, y la facción de la ciudad-estado, que representaba los intereses de la clase mercantil, los gremios y los aristócratas menores. Los monárquicos fueron quienes lo contrataron, en particular por el alcalde de aquella época, Gottfried Lange, un abogado joven que había servido en la corte de Dresde. Coincidiendo con el nombramiento de Bach, a la facción de la ciudad-estado se le otorgó el control de la Thomasschule y se le requirió para varios compromisos con respecto a sus condiciones de trabajo.
El trabajo de Bach consistía en instruir a los estudiantes de la Thomasschule en el canto y proveer semanalmente de música sacra a las principales iglesias de la ciudad. Además, tenía que enseñar latín, pero le permitieron emplear a cuatro ayudantes para que lo hicieran en su lugar, así como para ayudarle en la instrucción musical. Le encargaron una cantata para el culto de los domingos y días festivos en la iglesia durante el año litúrgico. 
Bach interpretaba habitualmente sus propias cantatas, muchas de las cuales las compuso durante sus primeros tres años en Leipzig. La primera de ellas fue Die Elenden sollen essen, BWV 75, estrenada en la Nikolaikirche el 30 de mayo de 1723, el primer domingo después del Domingo de Trinidad. Recopiló sus cantatas en ciclos anuales. Cinco son mencionados en sus obituarios, aunque solo existen tres. La mayoría de estas obras se utilizaban en las lecturas del Evangelio prescritas para cada domingo y día festivo en el año luterano. Comenzó un segundo ciclo anual el primer domingo después del de Trinidad de 1724 y compuso únicamente cantatas con coro; muchas de ellas fueron compuestas usando corales, himnos tradicionales de la Iglesia luterana, tal como O Ewigkeit, du Donnerwort, BWV 20; Wachet auf, ruft uns die Stimme, BWV 140; Nun komm, der Heiden Heiland, BWV 62; y Wie schön leuchtet der Morgenstern, BWV 1.
Para los ensayos e interpretaciones de estas obras en la iglesia de Santo Tomás, probablemente se sentaba al clave o dirigía frente al coro de espaldas a la congregación. Detrás del coro y a un nivel por encima estaba el órgano y, en sendas galerías laterales a izquierda y derecha, las cuerdas, los vientos, la percusión y el bajo continuo.

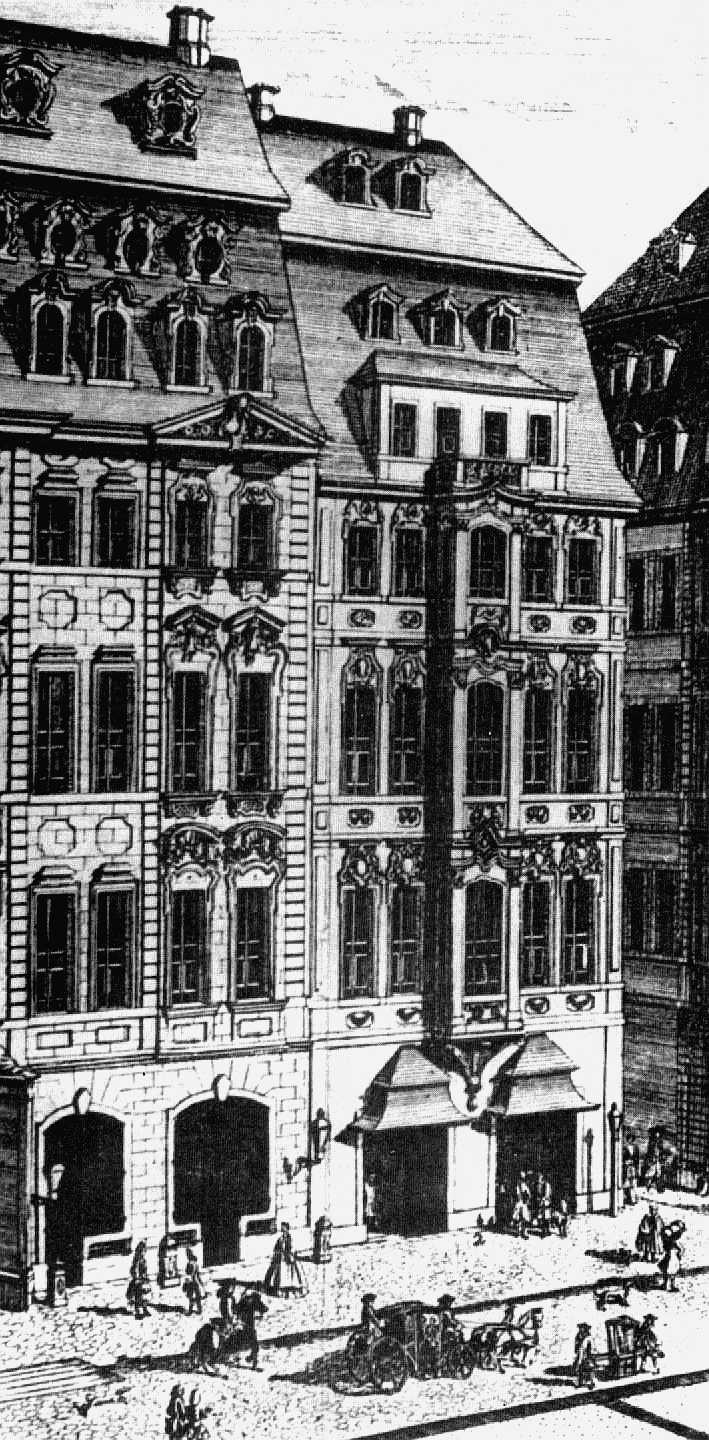
Cafetería Zimmermann (Zimmermannsches Caffeehaus), donde Bach trabajó entre 1732 y 1741. Aquí compuso e interpretó la famosa Cantata del café, BWV 211 en 1735.

El ayuntamiento solo autorizaba alrededor de ocho instrumentistas permanentes, limitación que fue fuente de constante fricción con Bach, que tuvo que reclutar al resto de los veinte o más músicos —requeridos para las partituras medianas o grandes—  en la universidad, la Thomasschule y el público. Bach seleccionaba a los coristas: sopranos y contraltos de la Thomasschule y tenores y bajos de la Thomasschule y de cualquier lugar de Leipzig. Las actuaciones en bodas y funerales daban un ingreso extra a estos grupos. Es probable que para este propósito, y para el entrenamiento escolar, escribiese al menos seis motetes, la mayoría para doble coro. Como parte de su trabajo regular en la iglesia dirigía motetes de la Escuela veneciana y de alemanes, como Heinrich Schütz, que servirían como modelos formales para sus propios motetes.
El predecesor de Bach como Thomaskantor, Johann Kuhnau, también había sido director musical de la Paulinerkirche, la iglesia de la Universidad de Leipzig, pero cuando Bach se instaló como Thomaskantor en 1723, se le puso a cargo solo de la música para los cultos festivos de la iglesia Paulinerkirche. Su petición de proporcionar también música para los cultos dominicales regulares allí (con su correspondiente aumento salarial) llegó hasta el elector, pero fue denegada. Después de esto, en 1725, Bach «perdió interés» en trabajar incluso para los servicios festivos en la Paulinerkirche y apareció allí solo en «ocasiones especiales». La Paulinerkirche tenía un órgano mucho mejor y más nuevo (1716) que los de la Thomaskirche o la Nikolaikirche. Bach no estaba obligado a tocar ningún órgano en sus deberes oficiales, pero se cree que le gustaba tocar en el órgano de la Paulinerkirche «por su propio placer».
Amplió sus horizontes compositivos más allá de la liturgia al hacerse cargo, en marzo de 1729, de la dirección del Collegium Musicum, una sociedad musical de estudiantes fundada en 1703 por Georg Philipp Telemann. Esta era una de las docenas de sociedades privadas creadas por estudiantes universitarios activos musicalmente que existían en las principales ciudades germanoparlantes y que, lideradas por los músicos profesionales más destacados de cada ciudad, se fueron adquiriendo progresivamente importancia en la vida pública musical. En palabras de Christoph Wolff, asumir la dirección fue un movimiento astuto que «consolidó el firme control que ejercía Bach sobre las principales instituciones musicales de Leipzig». Durante todo el año, el Collegium Musicum de Leipzig actuaba regularmente en escenarios como la Cafetería Zimmermann (Zimmermannsches Caffeehaus), una cafetería en la calle Sainte Catherine frente a la plaza del mercado. Muchas de sus obras durante las décadas de 1730 y 1740 las escribió para el Collegium Musicum y este las interpretó. Entre esas obras se encuentran parte de sus Clavier-Übung y muchos de sus conciertos para violín y clave.
Si bien está claro que nadie en el ayuntamiento dudaba de su genio, hubo una constante tensión entre el Kantor, que se consideraba el líder de la música eclesial de la ciudad, y la facción de la ciudad-estado, que lo veía como un maestro de escuela y quería reducir el énfasis en la composición de música tanto para la iglesia como para la Thomasschule. A partir de 1730 la facción de la ciudad-estado estaba encabezada por el teólogo y filólogo Johann August Ernesti. Profesor en la Universidad de Leipzig, Ernesti, junto con buena parte del claustro de la Universidad, propugnaba un cambio de modelo educativo que se reorientaría hacia disciplinas más ilustradas, como las ciencias naturales o la filología. Las múltiples prerrogativas de Bach como Kantor de Santo Tomás chocaban con esta pretensión, por lo que pronto surgió una agria disputa entre ambos, que pretendía relegar la importancia de la música a un segundo puesto, y retirar al Kantor toda competencia en materia educativa. El nivel de la disputa llegó a tal punto que Bach pidió ayuda al rey de Polonia, gran duque de Lituania y elector de Sajonia, Augusto III, que intervino a su favor. El hecho de que hiciera intervenir al elector de Sajonia escandalizó a la corporación de Leipzig, que consideraba el asunto un tema local, e interpretó su actitud como propia de alguien con delirios de grandeza. Tras la disputa las relaciones entre Bach y sus patronos locales se degradaron rápidamente. Sea como fuera, el ayuntamiento nunca cumplió la promesa —que hizo Lange en la entrevista inicial— de abonar un salario de 1000 táleros anuales, si bien se le ofreció a él y a su familia una reducción de impuestos y un buen apartamento en una de las alas de la Thomasschule, que renovaron con gran gasto en 1732.

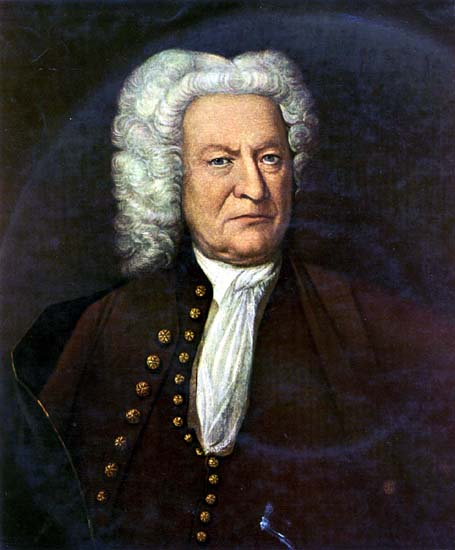
El retrato Volbach pintado en 1750, donde se muestra a Bach en sus últimos meses de vida.

En 1733 Bach compuso el «Kyrie» y el «Gloria» de la Misa en si menor. Presentó el manuscrito a Augusto III, en un intento —finalmente exitoso— de persuadir al monarca para que lo nombrara Compositor Real de la Corte. Posteriormente extendió dicha obra en una misa completa, añadiendo un «Credo», «Sanctus» y «Agnus Dei», música sacada casi por completo de sus propias cantatas. El nombramiento de Bach como compositor de la corte fue parte de su larga disputa para conseguir un mayor poder de negociación con el ayuntamiento de Leipzig. Aunque la misa completa nunca se representó probablemente en vida del compositor, está considerada una de las obras corales más grandes de todos los tiempos. Entre 1737 y 1739 el antiguo alumno de Bach Carl Gotthelf Gerlach asumió el puesto de director del Collegium Musicum.
En 1735 comenzó a preparar la primera publicación de su música de órgano, que se imprimió como el tercer Clavier-Übung en 1739. A partir de ese año empezó a compilar y componer el conjunto de preludios y fugas para clavecín que se convertiría en el segundo libro de El clave bien temperado.
De 1740 a 1748 copió, transcribió, amplió o programó música en un estilo polifónico más antiguo (stile antico), entre otros, de Palestrina (BNB I/P/2), Kerll (BWV 241), Torri (BWV Anh. 30), Bassani (BWV 1081), Gasparini (Missa Canonica) y Caldara (BWV 1082). El estilo propio de Bach cambió en la última década de su vida, mostrando una mayor integración de estructuras polifónicas y cánones y otros elementos del stile antico. Su cuarto y último volumen de Clavier-Übung, las Variaciones Goldberg, para clave de dos manuales, contenía nueve cánones y se publicó en 1741. Durante este período, Bach también continuó adoptando música de contemporáneos, como Händel (BNB I/K/2) y Stölzel (BWV 200), y realizó la revisión final de muchas de sus propias composiciones anteriores, como las Pasiones según San Mateo y San Juan y los Dieciocho grandes preludios corales. Asimismo programó y adaptó música de compositores de una generación más joven, como Pergolesi (BWV 1083), y sus propios estudiantes, como Goldberg (BNB I/G/2).
En 1747 Bach entró en la Correspondierende Societät der musicalischen Wissenschaften de Lorenz Christoph Mizler después de una larga preparación formal, necesaria para acceder a la Sociedad. Mizler llamaba a su antiguo profesor uno de sus «guten Freunde und Gönner» («buenos amigos y patrocinadores»). Esto es particularmente notable porque Mizler era un apasionado representante de la Ilustración alemana y polaca. Su afiliación tuvo varios efectos. Con ocasión de su entrada en la Sociedad compuso las Variaciones canónicas sobre "Vom Himmel hoch da komm' ich her", BWV 769. En 1746, durante la preparación de la entrada del compositor, Elias Gottlob Haussmann pintó el famoso retrato de Bach. Se tenía que enviar un retrato a cada miembro de la Sociedad. Bach dedicó por este retrato el Canon triplex a 6 (BWV 1076) a la Sociedad. La Sociedad insistió en realizar un obituario de cada miembro, por lo que Mizler inició la historia de las biografías de Bach en la Musikalische Bibliothek.
Ese mismo año Bach visitó la corte de Federico II el Grande en el palacio de Sanssouci (Potsdam), donde uno de sus hijos, Carl Philipp Emanuel, estaba al servicio del monarca como clavecinista de la corte. El rey interpretó un tema para él y lo desafió a improvisar una fuga basada en este. El compositor improvisó una fuga en tres partes en el pianoforte del monarca, entonces una novedad, y posteriormente presentó al rey Federico la Ofrenda musical, que consistía en fugas, cánones y un trío basado en ese Thema Regium. Su fuga en seis partes incluye un tema ligeramente alterado, más adecuado para una extensa elaboración. Las Corales Schübler, un conjunto de seis preludios corales transcritos de movimientos de cantatas que Bach había compuesto unas dos décadas antes, se publicaron al año siguiente. Casi al mismo tiempo se imprimió también el conjunto de cinco variaciones canónicas que Bach había presentado al ingresar a la sociedad de Mizler en 1747.
A menudo se ha argumentado que otras obras tardías del compositor pudieron tener conexión con la teoría musical basada en la Sociedad. Dos composiciones a gran escala ocuparon un lugar central en los últimos años de Bach. Desde alrededor de 1742 escribió y revisó los diversos cánones y fugas de El arte de la fuga, que continuó preparando para su publicación hasta poco antes de morir. Bach no pudo completar su fuga final. Consiste en 18 fugas y cánones complejos basados en un tema simple y fue publicada a título póstumo en 1751. Después de extraer una cantata, Gloria in excelsis Deo, BWV 191, de su Misa Kyrie-Gloria de 1733 para la corte de Dresde a mediados de la década de 1740, amplió ese escenario a su misa en si menor en los últimos años de su vida. Stauffer la describe como «la obra eclesiástica más universal de Bach. Consiste principalmente en movimientos reciclados de cantatas escritas durante un período de treinta y cinco años, que le permitió examinar sus piezas vocales por última vez y elegir movimientos selectos para su posterior revisión y refinamiento». Aunque la misa completa nunca se representó en vida del compositor, se considera una de las mejores obras corales de la historia.

### Fallecimiento (1750)

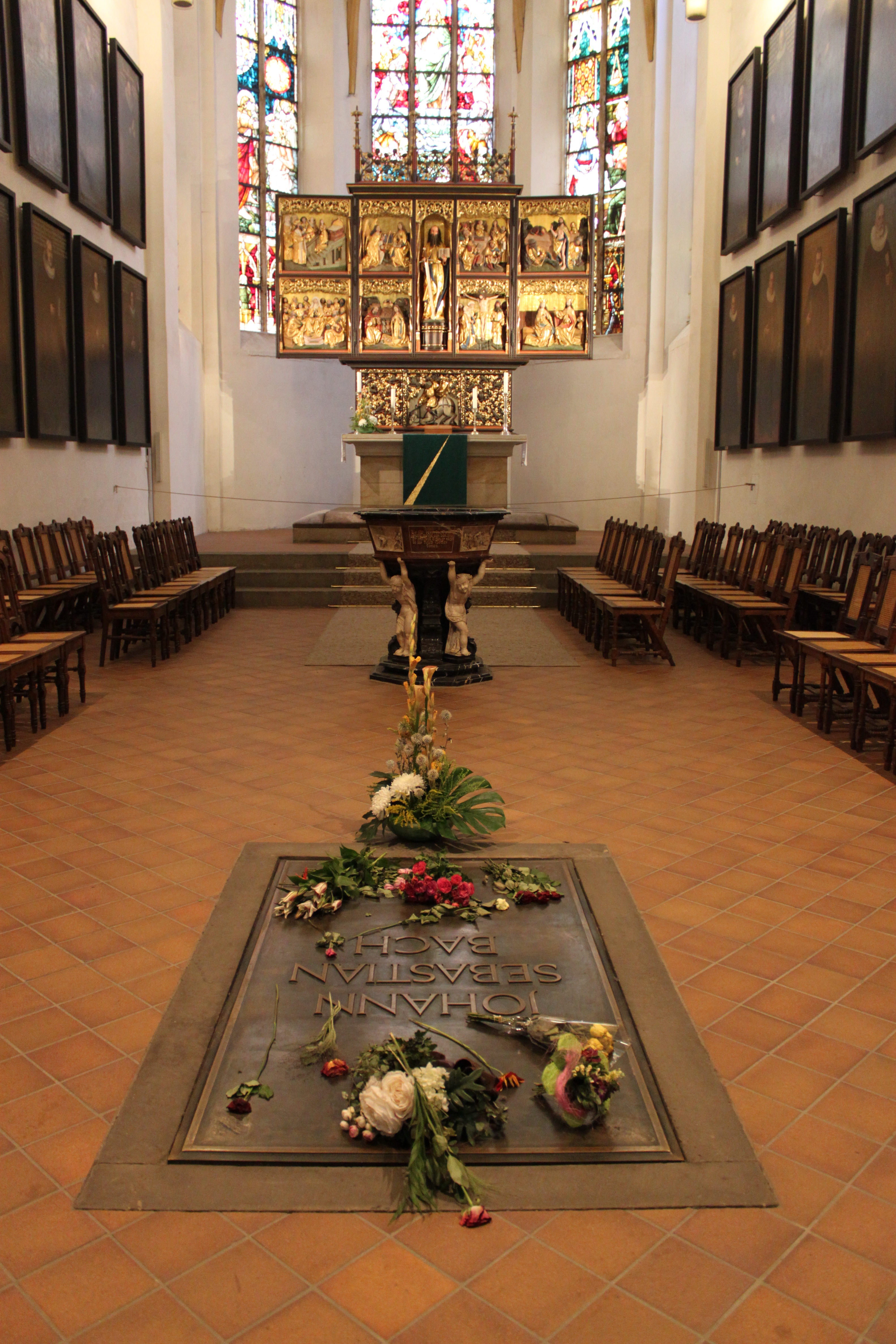
Tumba de Johann Sebastian Bach y altar de la iglesia de Santo Tomás.

En enero de 1749, la hija del compositor, Elisabeth Juliane Friederica, se casó con su alumno Johann Christoph Altnickol. La salud de Bach empeoró. El 2 de junio, Heinrich von Brühl escribió a uno de los burgomaestres de Leipzig para pedirle que su director de música, Gottlob Harrer, ocupara los cargos de Thomaskantor y director musical «ante el eventual [...] fallecimiento del señor Bach». Se fue quedando progresivamente más ciego, por lo que el cirujano británico John Taylor lo operó durante su visita a Leipzig en marzo y de nuevo en abril de 1750.
La última obra de Bach completada fue un preludio coral para órgano, titulado Vor deinen Thron tret ich hiermit, BWV 668a, que dedicó a su yerno Johann Christoph Altnickol, desde su lecho de muerte. En las notas de los tres pentagramas de la cadencia final, leídas según la denominación germana, se encuentran las iniciales «JSB».
El 28 de julio de 1750 Johann Sebastian Bach falleció a la edad de 65 años. Un periódico de la época informó de que «las infelices consecuencias de su muy poco exitosa operación» fueron la causa de su muerte. Historiadores modernos especulan con que la causa de su muerte fue una apoplejía, complicada por una neumonía. Actualmente se cree que su ceguera fue originada por una diabetes sin tratar. Según ciertos médicos padecía de blefaritis, enfermedad ocular visible en los retratos de sus últimos años.
El hijo del compositor Carl Philipp Emanuel se ocupó de que El arte de la fuga, aún sin terminar, se publicara en 1751. Junto con uno de los antiguos alumnos del compositor, Johann Friedrich Agricola, el hijo también escribió el obituario («Nekrolog»), que se publicó en la Musikalische Bibliothek de Mizler en 1754.

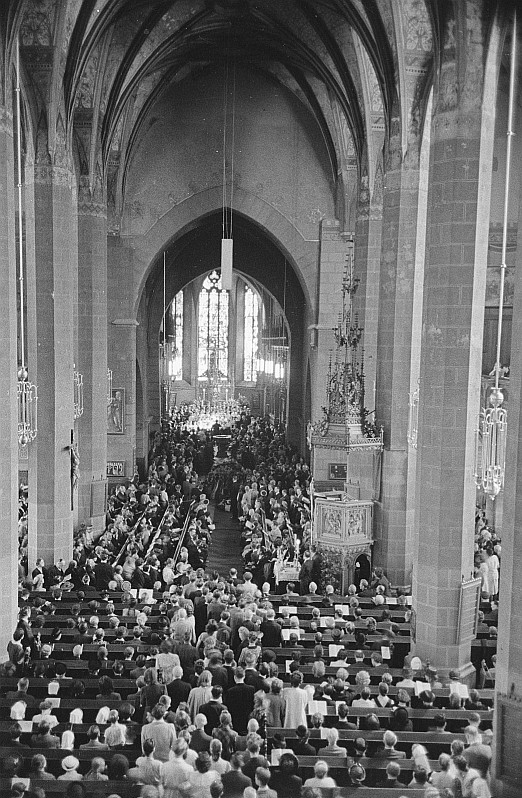
28 de julio de 1950: ceremonia conmemorativa para Bach en la Thomaskirche Leipzig en el 200 aniversario de la muerte del compositor.

Un inventario elaborado unos meses después de que falleciera Bach muestra que su patrimonio incluía cinco clavecines, dos laúdes-clave, tres violines, tres violas, dos violonchelos, una viola da gamba, un laúd, una espineta y cincuenta y dos «libros sagrados», entre ellos obras de Martín Lutero y Flavio Josefo. Fue enterrado en el viejo cementerio de San Juan en Leipzig. Su tumba permaneció sin identificar durante casi ciento cincuenta años hasta que, en 1894, se encontró finalmente su ataúd y lo trasladaron a una cripta en la iglesia de San Juan. Este edificio quedó destruido durante un bombardeo de los  Aliados durante la Segunda Guerra Mundial, por lo que los restos de Johann Sebastian Bach reposan desde 1950 en una tumba en la iglesia de Santo Tomás de Leipzig.

## Obra

### Estilo

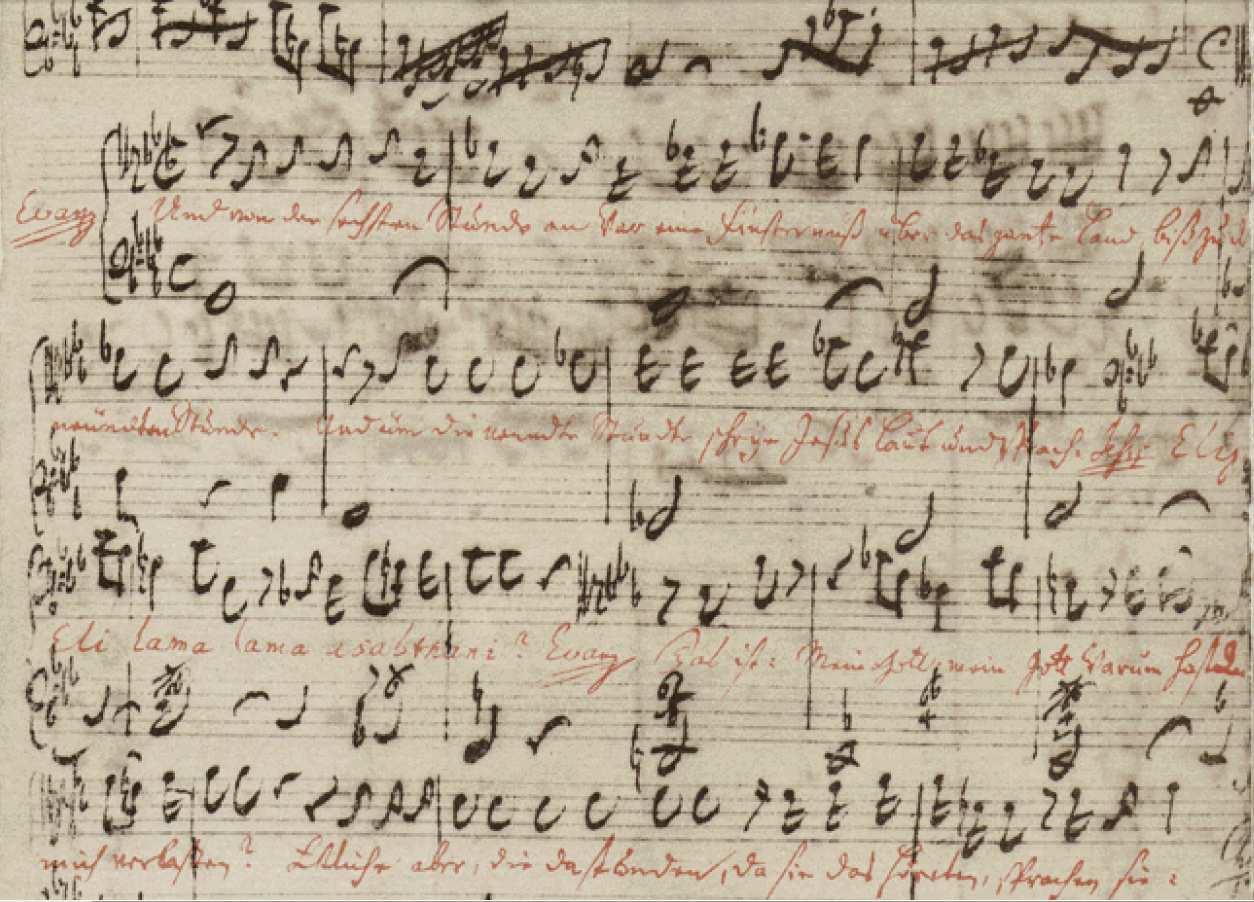
Autógrafo de Bach del recitativo con el texto del evangelio de la muerte de Cristo de la Pasión de San Mateo. (Mateo 27: 45-47a).

La obra de Bach se puede dividir en tres grandes períodos bien diferenciados, marcados por las influencias y la asimilación de los estilos de su época, el desarrollo, la búsqueda y evolución de su estilo personal, y los puestos profesionales que desempeñó.
El primer período, de aprendizaje y estudio, va desde 1700 hasta 1713, estando ya en Weimar; en él escribió música para teclado y cantatas sacras, y formó su estilo, que sintetizaba toda la tradición de la música clásica europea precedente: la polifonía clásica fijada en tiempos de Giovanni Pierluigi da Palestrina; el primer Barroco de Girolamo Frescobaldi; la música francesa del siglo XVII y la de autores alemanes e italianos de su época, como Dietrich Buxtehude, Johann Pachelbel y Antonio Vivaldi. De este último copió y adaptó obras desde su juventud: así lo hizo en Weimar, cuando, gracias al duque, pudo versionar algunas de sus obras en sus Conciertos BWV 592-597 y BWV 972-987. Bach también se interesaba en compositores contemporáneos, a quienes estudiaba y con muchos de los cuales mantuvo una relación personal directa. Entre ellos se encuentran Jan Dismas Zelenka, Johann Mattheson, Georg Philipp Telemann, Reinhard Keiser y Georg Friedrich Händel.
El segundo período, ya de plena madurez, empieza en 1713 en Weimar y acaba en 1740, afincado ya en Leipzig. Bach dominaba los dos estilos principales de su época, el francés y el italiano (progresiones armónicas) ya plenamente tonales, claridad melódica y dinamismo rítmico, y, de hecho, su producción estuvo muy influida por el concierto italiano y la suite francesa. Sintetizó en sus obras elementos de ambos junto a rasgos autóctonos alemanes, como el complejo contrapunto y textura interna y el coral, del que hace amplio uso en sus obras religiosas. Resulta de todo ello un estilo fácilmente reconocible, moderno, pero de claras raíces en el pasado. En Leipzig y Köthen, ya forjado su estilo personal, adquiere un profundo dominio técnico. Es así como utilizó ampliamente la técnica y las formas alemanas del órgano (tocatas, preludios, fugas, corales), las francesas del clave (suites, oberturas) y las italianas del violín (conciertos, sonatas, sinfonías).
El último período de su música va desde la publicación de Clavier-Übung III, en 1739 hasta su muerte en 1750. En esta etapa compuso el El arte de la fuga. Durante los últimos años de su vida —dominados ya en Alemania por la estética de la Ilustración— su obra era considerada anticuada, árida, difícil y saturada de adornos. En este período escribió obras instrumentales singularmente densas, como haría más adelante Beethoven, y su estilo personal se volvió más contrapuntístico, con apenas una leve influencia de la nueva música galante o estilo preclásico naciente en aquellos momentos, que se caracterizaba por su carácter homofónico y apenas utilizaba el cargado contrapunto que Bach usaba. Así, el 14 de mayo de 1737, Johann Adolph Scheibe, crítico musical de la nueva mentalidad ilustrada, criticó duramente su música en Der Critischer Musikus: «sus piezas son extremadamente difíciles de tocar, pues exigen que los cantantes e instrumentistas hagan con sus gargantas e instrumentos exactamente lo que él puede tocar en el clavecín».
Escribió en casi todos los géneros y formas de su época, en multitud de combinaciones instrumentales y vocales. Culminó y realizó obras destacables en todos ellos e incluso creó géneros nuevos, como la sonata para teclado y un instrumento. La única excepción fue la ópera, género para el cual no compuso, aunque el lenguaje e influencia de la ópera seria del siglo XVIII está presente en toda su producción vocal. La influencia de la ópera se plasma, sin embargo, especialmente en las cantatas, pasiones y oratorios. Schweigt stille, plaudert nicht, BWV 211 (conocida como Cantata del café) de 1735 es, prácticamente, una pequeña ópera sin representación escénica, y sus pasiones (como la Pasión según San Mateo, BWV 244, de 1727) contienen muchos elementos operísticos.
Después de Bach, algunas formas musicales, como las pasiones, las cantatas sacras, las tocatas y las fugas, fueron cayendo en desuso para los grandes compositores. Tras su muerte, la música tomó una rumbo en el que su obra no tenía cabida; él es el punto final respecto a una forma de entender la música que se remontaba a la Edad Media, cuando tenían más importancia la polifonía que la armonía o el timbre. Pero también fue innovador y abrió caminos para la música del futuro: por ejemplo, fue el primer gran maestro del concierto para teclado. De hecho, el quinto Concierto de Brandeburgo n.º 5, BWV 1050 (1719), en el cual el teclado adquiere un papel solista que hasta entonces nunca había tenido, puede considerarse el primer concierto escrito para teclado, que continuó en la serie de conciertos BWV 1052-1065 (1735). En ese sentido, Bach desempeñó un papel destacado en el desarrollo de dicho género.

### Composiciones

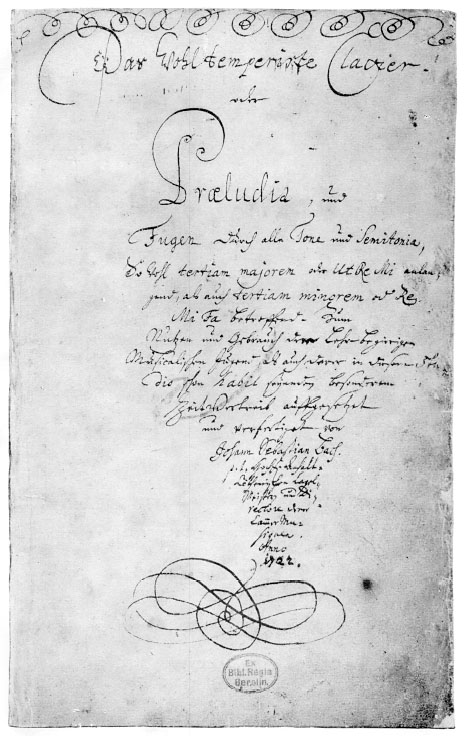
Carátula original de la copia manuscrita de Johann Sebastian Bach de El clave bien temperado. Dice en alemán (con la letra manuscrita de Bach: «El “[instrumento de] teclado bien temperado”, o preludios y fugas en todos los tonos y semitonos, ambos con la tercera mayor o ut, re, mi y con la tercera menor o re, mi fa, están compuestos para la práctica y el provecho de los jóvenes músicos deseosos de aprender y para el entretenimiento de aquellos que ya conocen este arte».

En 1950 Wolfgang Schmieder elaboró el registro o catálogo de sus obras, que abarca en total 1128 obras. Se conoce por las siglas «BWV», que significan «Bach-Werke-Verzeichnis» o «Catálogo de las obras de Bach». Es un sistema de numeración usado para identificar las obras del compositor alemán, que se agrupan en dos grandes secciones.
Primera, la música vocal (BWV 1-524), que comprende cantatas (BWV 1-224); obras corales a gran escala (BWV 225-249), incluyendo pasiones (BWV 250-524), oratorios y corales, y otras obras sacras.
Después, la música instrumental (BWV 525-1127), que abarca obras para órgano (BWV 525-748), otras obras para teclado (BWV 772-994), música para laúd (BWV 995-1000), música de cámara (BWV 1001-40), música orquestal (BWV 1041-71) y cánones y fugas (BWV 1072-1126), además de otro tipo de música instrumental, como conciertos (varios para un único solista y otros con hasta cuatro solistas), sonatas, suites, oberturas, preludios, fantasías, ricercares, variaciones y pasacalles. A su vez, dentro de cada una de estas dos divisiones, las obras se agrupan por géneros, y no por fecha de composición. Por esta razón, un número BWV menor no indica una obra cronológicamente temprana. La primera edición del catálogo listaba 1080 composiciones supervivientes indiscutidamente compuestas por Bach. También existe un catálogo elaborado por Christoph Wolff, de menor difusión.

#### Música vocal
La música vocal de Bach que se conserva consta de 525 obras, aunque solo 482 de ellas están completas. En su mayoría es sacra —solo 24 cantatas, cuatro lieder y un quodlibet son profanos— y compuesta para la liturgia de la Iglesia luterana alemana, en la que la música ocupa un importante lugar.
La gran mayoría de su música vocal la compuso en Leipzig entre los años 1723 y 1741, cuando Bach era Kantor y tenía entre sus obligaciones componer cantatas, pasiones y motetes para las cinco iglesias más grandes de la ciudad, además de para actos civiles y religiosos, como por ejemplo funerales.
El compositor diferenciaba escasamente en estilo sus obras profanas frente a las religiosas. Un ejemplo de ello es la utilización de los mismos textos para la música sacra y la profana, como sucede con la música del «Hosanna» de la Misa en si menor, BWV 232, que antes había empleado en una cantata en homenaje a Augusto II de Polonia con motivo de una de sus visitas oficiales a Leipzig, Es lebe der König, der Vater im Lande, BWV Anh. 11.

#### Música instrumental
De su música instrumental se conservan 227 piezas para órgano, 189 piezas para clavicémbalo, 20 para instrumentos a solo, 16 de cámara, 30 orquestales y 18 especulativas. En total, son 494 las obras instrumentales completas. Están compuestas para una amplia gama de instrumentos de su época, incluso algunos experimentales, como el laúd-clave, aunque especialmente significativos son el órgano, el clavecín y el violín.
De su música instrumental solo los corales para órgano están destinados a su uso en la iglesia. Mucha de ella, especialmente la destinada al teclado, es de carácter didáctico, con frecuencia escrita para el aprendizaje de su hijo Wilhelm Friedemann. Entre las didácticas destacan El clave bien temperado y las series de Suites inglesas y francesas.

##### Teclado
El órgano y el clavecín ocupan un papel central en la obra de Bach con más de 400 obras destinadas a ellos, aparte de ser el sostén como bajo continuo de las obras orquestales, las cantatas, las misas, las pasiones y algunas obras de cámara (que solía dirigir desde el teclado). El clavecín adquiere un papel importante como solista en los conciertos para cuerdas y uno, dos, tres o cuatro teclados.
Su aporte a la literatura musical, avances técnicos y de interpretación, evolución e historia de estos dos instrumentos fue capital, ya que explotó al límite sus capacidades, investigó y mejoró su afinación, recursos y ejecución, y exploró las 24 tonalidades mayores y menores en El clave bien temperado, BWV 846-893. Entre sus obras didácticas para clave están las Invenciones a dos voces y las Sinfonías a tres voces.
Entre la música organística de Bach destacan también sus preludios corales, unos 170 aproximadamente. La antología Orgelbüchlein (Pequeño libro para órgano), que él mismo recopiló en Weimar y en Köthen, comprende breves preludios corales, que muchas veces destinaba a fines educativos. De hecho, tras el título de la Orgelbüchlein dice que este «pequeño libro para órgano, por medio del cual un principiante del órgano recibe instrucciones para desarrollar un coral de formas muy diferentes, y al mismo tiempo adquiere facilidad en el estudio del pedaleo, ya que los corales contenidos en él tratan al pedaleo como un obbligato (es decir, esencial, no optativo)».
Durante su estancia en Leipzig compiló tres antologías corales para órgano: los seis Corales Schübler, que son transcripciones de movimientos de cantata, y dieciocho corales, que revisó entre 1747 y 1749 y que fueron compuestos en épocas anteriores. Todos ellos incluyen composiciones para órgano, como variaciones, fugas, fantasías, tríos y diversos preludios corales.

##### Cuerda

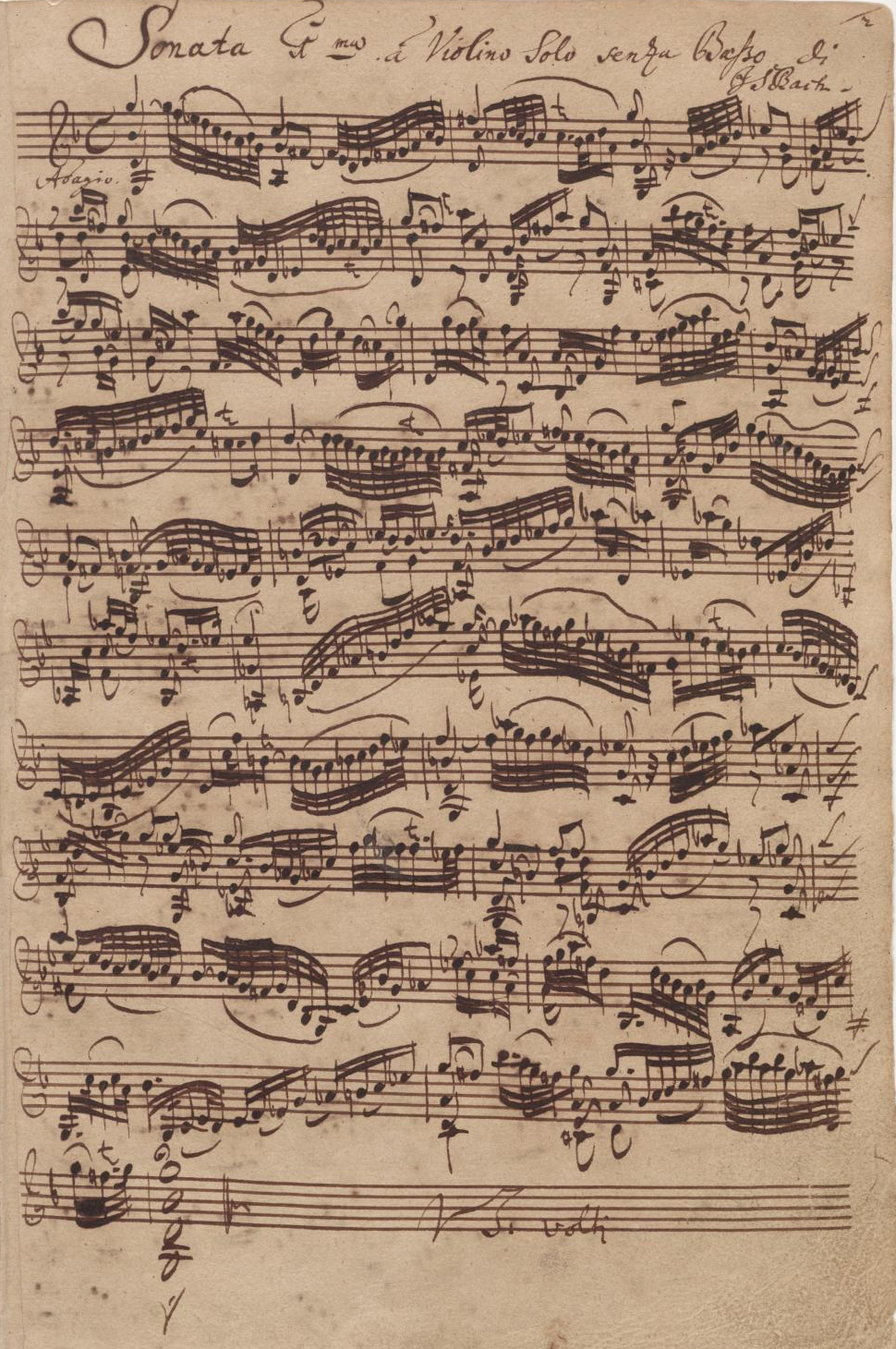
Sonata para violín n.º 1 en sol menor (BWV 1001), primera página del autógrafo.

Bach conocía bien los instrumentos de cuerda, base de la orquesta barroca —cuya música solía escribirse para dos grupos de violines, uno de violas y un bajo continuo que solía incluir violonchelo y contrabajo—. Escribió repertorio para violín solista (sonatas y partitas) y violonchelo (suites), aún hoy plenamente vigentes y de alta dificultad técnica. Escribió sonatas para un instrumento en solitario, como la viola de gamba, acompañado de clavecín o continuo, así como sonatas trío (dos instrumentos y continuo).

##### Música orquestal y de cámara
Bach escribió para instrumentos individuales, dúos y conjuntos pequeños. La Ofrenda musical y El arte de la fuga son obras contrapuntistas tardías que contienen piezas para combinaciones de instrumentos no especificados. El arte de la fuga es una obra que se corresponde muy bien con la concepción contemporánea de la música y por ello ha pasado de ser interpretada por conjuntos barrocos, hoy día todos con instrumentos de época, a ser una parte del repertorio de los principales cuartetos de cuerda. También se interpreta frecuentemente al piano, donde puede apreciarse el carácter trascendente de la composición.
Las obras sobrevivientes en la forma de concierto incluyen dos Conciertos para violín (BWV 1041 y BWV 1042) y un Concierto para dos violines, BWV 1043, a menudo denominado concierto «doble» de Bach. Este concierto tiene la particularidad de que la parte del segundo violín es más virtuosística que la del primer solista, lo que hace que los grandes solistas no tengan inconveniente en colaborar y quizá ha contribuido a su popularidad entre el público.

## Legado

### Descendencia
Johann Sebastian Bach encabezó una familia numerosa con un total de veinte hijos, nacidos entre sus 23 y sus 57 años. Tuvo siete hijos de su primer matrimonio, de los cuales sobrevivieron cuatro, y trece del segundo, de los cuales sobrevivieron solo cinco. Su primera esposa fue su prima segunda, Maria Barbara Bach (1684-1720), con la que se casó en 1707. Su segunda esposa fue la cantante Anna Magdalena Wilcke (1701-1760), con la que contrajo matrimonio en 1721.
Cinco de los hijos se dedicaron a la música, aunque uno de ellos (Johann Gottfried Bernhard) abandonó su carrera y murió prematuramente a los 24 años. Los otros cuatro llegaron a convertirse en compositores e intérpretes reputados por derecho propio: Wilhelm Friedemann, Carl Philipp Emanuel (de quien Wolfgang Amadeus Mozart tenía muy buena opinión), Johann Christoph Friedrich y Johann Christian, epígono de la época preclásica y una de las influencias principales del propio Mozart. Carl Philipp Emanuel y Johann Christian llegaron a ser más famosos en su época de lo que había sido su padre.
A la muerte del compositor, su familia dividió su legado musical. Wilhelm Friedemann perdió o vendió para saldar deudas varias obras compuestas por su padre. En cambio, Carl Phillip Emanuel conservó una buena parte de ellas.

### Alumnos
Bach tuvo numerosos alumnos y estudiantes a lo largo de su vida; según el estudioso Hans Löffler, más de ochenta. Entre ellos se cuenta Johann Christoph Altnickol, yerno suyo, que en los últimos años del maestro fue copista de sus obras, además de ayudarlo en la redacción de sus últimas composiciones, como en el caso de uno de sus últimos corales para órgano, el BWV 668, el último coral del Ciclo de Leipzig BWV 651-668.
Ya en su vejez, cuando la gente se refería al apellido Bach lo hacía pensando en su famoso hijo Carl Phillip Emanuel. En las generaciones posteriores al compositor, solo algunos compositores y músicos conocían su obra. Básicamente eran sus hijos y sus alumnos. Gracias a ellos se conservó y no cayó en el olvido, mientras que el resto del mundo no tardaría muchos años en olvidarlo después de su muerte, en plena mitad del siglo XVIII.
Lorenz Christoph Mizler, un antiguo alumno, publicó un detallado obituario de Bach en 1754, cuatro años después de su muerte, en Musikalische Bibliothek, un periódico musical. El obituario sigue siendo probablemente «la más rica y confiable» de las primeras fuentes documentales sobre el compositor. Después de su muerte, la reputación de Bach como compositor declinó en un primer momento. Su obra se consideraba pasada de moda en comparación con el emergente estilo galante. Inicialmente, era más recordado como intérprete y profesor.

### Obras póstumas
La falta de material impreso impidió una mayor difusión de su obra. Solo se publicaron tiradas muy reducidas de algunas obras instrumentales para órgano y clave. Muchas de sus obras fueron compuestas para eventos determinados; por lo tanto, las interpretaron solamente una o dos veces y no se le ocurría que podría interesarle a alguien escucharlas otra vez. Por eso no se preocupaba por publicarlas.
De la única pieza que existían muchas copias manuscritas era de El clave bien temperado. Incluso Beethoven tenía una copia a los once años. Mozart lo conocía por haber escuchado hablar de su obra, pero nunca había visto nada suyo impreso. Una vez que escuchó un coro que lo cantaba quedó tan impresionado que pidió ver sus partituras, pero estas no existían.
En 1844 se hizo la primera interpretación moderna del Oratorio de Navidad, BWV 248. En 1911 se halló una cantata inédita que se cataloga como Mein Herze schwimmt im Blut, BWV 199. En 1924 se descubrió un fragmento de cantata, catalogada como Bekennen will ich seinen Namen, BWV 200. En 1985 se encontró un manuscrito en Halle que contenía los corales BWV 1090-1120, inéditos hasta entonces. En 2005 se halló un manuscrito que contiene un aria vocal Alles mit Gott und nichts ohn' ihn, BWV 1127.
En 2008 se hace en Berlín una reconstrucción moderna de su cabeza y rostro con técnicas de modelación por ordenador, dando una imagen de fidelidad muy aproximada a la real. Ese mismo año se encontró un manuscrito que contenía un coral para órgano inédito hasta la fecha.

### Reconocimiento posterior

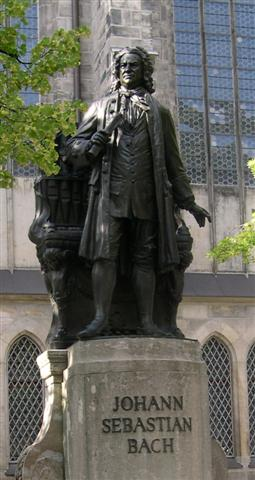
Estatua de Johann Sebastian Bach en Leipzig.

A finales del siglo XVIII y comienzos del XIX, Bach era ampliamente reconocido por su obra para teclado. Músicos célebres, como Joseph Haydn, Wolfgang Amadeus Mozart, Ludwig van Beethoven, Felix Mendelssohn, Robert Schumann o Frédéric Chopin estaban entre sus más destacados admiradores y tuvieron un gran aprecio por las obras que conocieron de Bach; comenzaron escribiendo en un estilo más contrapuntístico después de conocer su música. Mozart, tras haber escuchado el motete Singet dem Herrn ein neues Lied, BWV 225 durante una visita a Leipzig, solicitó examinar cuanto allí había del compositor, exclamando «¡Al fin algo de lo que se puede aprender!». Beethoven, sin conocer la totalidad de su obra, lo describió como el «Urvater der Harmonie» («Padre original de la armonía»). También lo definió con un juego de palabras en alemán: «Nicht Bach, sondern Meer sollte er heissen», cuya traducción es «No debiera llamarse Bach ('arroyo', en alemán), sino Meer ('mar')».
La reputación de Bach entre el público en general mejoró en parte gracias a la biografía del compositor que realizó Johann Nikolaus Forkel en 1802. Felix Mendelssohn contribuyó de manera significativa en la recuperación de la reputación de Bach con su representación de la Pasión según San Mateo el 11 de marzo de 1829 en Berlín. Este hecho es destacado, ya que se trataba de música muy antigua para su época. En la actualidad se acostumbra interpretar obras de otros siglos, mientras que en el período romántico no era habitual. En 1850 se fundó la Bach Gesellschaft (Sociedad Bach) para promover las obras del compositor; en 1899 la Sociedad publicó una edición completa de las obras del compositor con poca intervención editorial. En 1838 se reinterpretaron por primera vez las Suites para orquesta. En 1900 se fundó la Neue Bachgesellschaft, una vez que la antigua sociedad cumplió su meta.
Durante el siglo XX, el proceso de reconocimiento tanto musical como del valor pedagógico de algunas de sus obras continuó, quizás más notablemente en la promoción de sus Suites para violonchelo solo por parte de Pau Casals, el primer artista importante que grabó dichas suites. Otra novedad ha sido el crecimiento del movimiento «auténtico» o «interpretación historicista», que intenta presentar la música como la entendía el compositor originalmente. Como ejemplos se incluyen la interpretación de las obras para teclado con un clave en lugar de con un piano moderno, el uso de pequeños coros o voces solistas en lugar de grandes elencos al estilo de los preferidos por los intérpretes en el siglo XIX y comienzos del XX, como también las grabaciones de la música integral de órgano en instrumentos del periodo barroco que realizó Marie-Claire Alain, quien también se dedicó a estudiar en profundidad la obra de Bach para interpretarla con los estándares barrocos de su tiempo.
Su música sirvió de influencia para muchos compositores del siglo XX, entre ellos Astor Piazzolla, quien empleó el contrapunto y la fuga, o Brian Wilson (de The Beach Boys), que se inspiró en la música coral de Bach para componer Pet Sounds (1966), un álbum caratulado de pop barroco.
Según Christoph Wolff, «Bach ahora asume un lugar en la música comparable con el de Shakespeare en la literatura o Rafael y Miguel Ángel (en Alemania también Durero) en las bellas artes».

### En la cultura popular

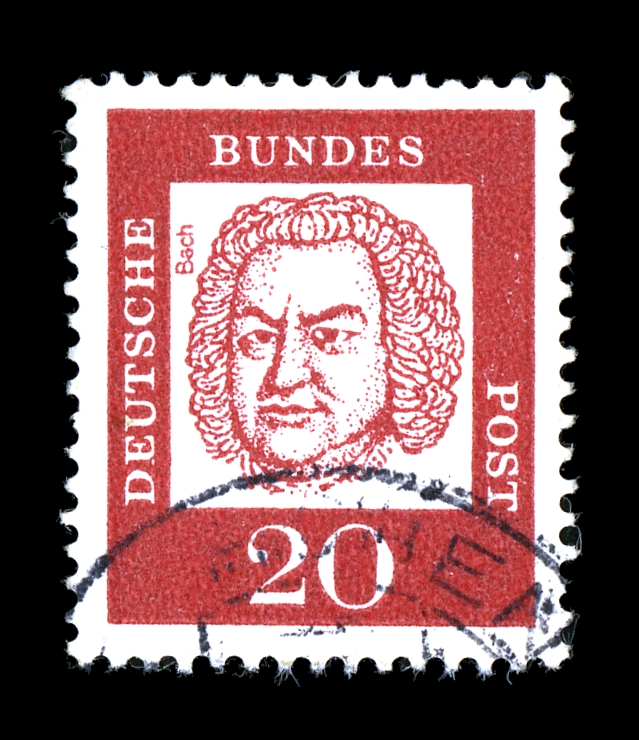
Sello postal de la República Federal de Alemania dedicado a Johann Sebastian Bach.

Johann Sebastian Bach es uno de los compositores más conocidos de la música barroca. Se ha utilizado su imagen en diversos formatos artísticos y de otra índole, como pósteres, caricaturas y tarjetas postales. Se han emitido sellos postales y otros documentos filatélicos y numismáticos en numerosos países del mundo, en muchos casos para conmemorar los aniversarios de su nacimiento y muerte. También se han acuñado monedas, medallas y medallones conmemorativos.
Aparece asimismo en diversos artículos de merchandising, como relojes, objetos para fumar (como pipas, vitolas de puro o cajetillas de tabaco), tazas y jarras, muñecos de juguete o caramelos y chocolatinas.
En Alemania, durante el siglo XX, se nombraron muchas calles en su honor. Además, se erigieron estatuas y placas conmemorativas en diversos países del mundo, incluidos Alemania, Bélgica, Canadá, China, Finlandia, Francia, Países Bajos, Irlanda, España, Reino Unido y Estados Unidos. También se han realizado bustos y estatuillas con su imagen y aparece en las vidrieras de varias iglesias.
Su música ha sido incluida tres veces —más que ningún otro compositor— en el Disco de oro de las Voyager, una grabación fonográfica que contiene un amplio conjunto de imágenes, sonidos comunes, lenguajes y música de la Tierra, enviada al espacio exterior con las sondas espaciales Voyager.
El asteroide (1814) Bach, descubierto el 9 de octubre de 1931 por Karl Wilhelm Reinmuth, recibe su nombre en honor al compositor. Así mismo, el cráter de impacto en el planeta Mercurio denominado «cráter Bach» también lleva su nombre. En la Antártida se encuentra la barrera de hielo Bach, una plataforma de hielo que recibe su nombre por él.
En su condición de autor de música religiosa, su nombre figura entre las celebraciones del Calendario de Santos Luterano y comparte fecha con Georg Friedrich Händel y Heinrich Schütz. Además, se le honra con un día festivo del Calendario de Santos de la iglesia episcopal. Se celebra el 28 de julio y lo comparte con Händel y Henry Purcell. Bach y Händel también se conmemoran en el calendario de los santos preparado por la Order of Saint Luke para uso de la Iglesia metodista unida.
En 1985, cuando se cumplieron 300 años de su nacimiento, se editó el primer registro completo de todas las cantatas sacras, dirigido por Helmuth Rilling. La edición constaba de 69 cedés y fue realizada por el sello discográfico alemán Hänssler. En 1989 se terminó el ciclo, comenzado en 1971, de la grabación de cantatas realizado por Gustav Leonhardt y Nikolaus Harnoncourt y se editó en 60 cedés del sello discográfico Teldec. Esta grabación fue revolucionaria, pues se aplicó la concepción histórica de la interpretación y se cambió ésta para siempre. En 2000 se celebraron los 250 años de su muerte y tres sellos discográficos (Brilliant, Hänssler y Teldec) publicaron ediciones conmemorativas con toda la música grabada del compositor alemán, en 155, 172 y 160 cedés, respectivamente. Además, durante ese año se celebraron innumerables actos de toda índole dedicados al estudio y divulgación del artista y su obra, especialmente en su Alemania natal.
Se ha mostrado al compositor biográficamente en numerosas ocasiones en el cine, en el teatro y en la televisión, como por ejemplo: Crónicas de Ana Magdalena Bach (1968), de Jean Marie Straub y Danièle Huillet, Johann Sebastian Bachs vergebliche Reise in den Ruhm (1980) de Victor Vicas, Johann Sebastian Bach (1983) de Lothar Bellag, Ein Denkmal für Johann Sebastian (1984) de Peter Milinski, Mi nombre es Bach (2003) de Dominique de Rivaz y El silencio antes de Bach (2007) de Pere Portabella. Además, se ha usado su música en más de 1500 películas y programas de televisión.

### En español
- Andrés, Ramón (2004). Johann Sebastian Bach: Los días, las ideas y los libros. El Acantilado.
- Boyd, Malcolm; Andrés, Ramón (2001). J.S. Bach edición 250 aniversario. RBA. ISBN 84-473-1713-7.
- Butt, John, ed. (2000). Vida de Bach (María Condor, trad.). Madrid: Cambridge University Press. ISBN 84-8323-121-2.
- Eidam, Klaus (1999). La verdadera vida de Johann Sebastian Bach. Siglo XXI.
- Martínez Miura, Enrique (1998). Bach Obra Completa Comentada. Peninsular Publishing Company. ISBN 8483070340.
- Vega Cernuda, Daniel S. (2004). Bach: repertorio completo de la música vocal. Ediciones Catedra S.A. ISBN 8437621887.
- Wolff, Christoph (2002). Johann Sebastian Bach: El músico sabio (Armando Luigi Castañeda, trad.). Barcelona: Ma Non Troppo. ISBN 84-95601-81-8. Consultado el 11 de agosto de 2020.
- Wolff, Christoph (2003). Johann Sebastian Bach: El músico sabio. Tomo II: la Madurez del genio (Armando Luigi Castañeda, trad.). Barcelona: Ma Non Troppo. ISBN 84-95601-85-0. Consultado el 11 de agosto de 2020.

### En inglés
- Boyd, Malcolm (2001). Bach (Master Musicians Series). Oxford University Press, USA. ISBN 0195142225.
- Butt, ed. (1997). The Cambridge Companion to Bach. Cambridge: Cambridge University Press. ISBN 0-521-45350-X.
- Chiapusso, Jan (1968). Bach's World. Scarborough, Ontario: Indiana University Press. ISBN 025310520X.
- Eidam, Klaus (2001). The True Life of Johann Sebastian Bach. Nueva York: Basic Books. ISBN 0-465-01861-0.
- Dürr, Alfred (2006). The Cantatas of J. S. Bach: With Their Librettos in German-English Parallel Text (Richard D. P. Jones, trad.). Oxford University Press. ISBN 978-0-19-929776-4.
- Forkel, Johann Nikolaus (1920). Johann Sebastian Bach: His Life, Art, and Work (Charles Sanford Terry, trad.). Nueva York: Harcourt, Brace and Howe.
- Geiringer, Karl (1966). Johann Sebastian Bach: The Culmination of an Era. Nueva York: Oxford University Press. ISBN 0195005546.
- Jones, Richard (2007). The Creative Development of Johann Sebastian Bach: Music to Delight the Spirit Volume 1. Oxford University Press, USA. ISBN 0198164408.
- Kupferberg, Herbert (1985). Basically Bach: A 300th Birthday Celebration. Nueva York: McGraw-Hill Book Company. ISBN 0070356467.
- Mendel, Arthur; David, Hans T.; Wolff, Christoph, eds. (1998). The New Bach Reader. W. W. Norton & Company. ISBN 0393319563.
- Miles, Russell H. (1962). Johann Sebastian Bach: An Introduction to His Life and Works. Englewood Cliffs (Nueva Jersey): Prentice-Hall, Inc.
- Rich, Alan (1995). Johann Sebastian Bach: Play by Play. Harper Collins. ISBN 0062635476.
- Sadie, Julie Anne, ed. (1998). Companion to Baroque Music (en inglés). p. 205. ISBN 9780520214149. Consultado el 1 de mayo de 2020.
- Schulenberg, David (2006). The Keyboard Music of J.S. Bach (en inglés). Nueva York: Routledge. ISBN 0-415-97400-3.
- Schweitzer, Albert (1935). J. S. Bach (Ernest Newman, trad.). 1 y  2. Publicado primero en francés en 1905 y en alemán en 1908. Nueva York: Macmillan Publishers.
- Spaeth, Sigmund (1937). Stories Behind the World's Great Music. Kessinger Publishing. ISBN 1419113313.
- Spaeth, Sigmund (1937). Stories Behind the World's Great Music. Nueva York: Whittlesey House.
- Spitta, Philipp (1899). Johann Sebastian Bach: His Work and Influence on the Music of Germany, 1685-1750 (Volume 1). Londres: Novello & Co.
- Spitta, Philipp (1899a). Johann Sebastian Bach: His Work and Influence on the Music of Germany, 1685-1750 (Volume 2). Londres: Novello & Co.
- Spitta, Philipp (1899b). Johann Sebastian Bach: His Work and Influence on the Music of Germany, 1685-1750 (Volume 3). Londres: Novello & Co.
- Van Til, Marian (2007). George Frideric Handel: A Music Lover's Guide. Nueva York: WordPower Publishing. ISBN 0979478502.
- Wolff, Christoph (1983). The New Grove: Bach Family. Macmillan Publishers. ISBN 0333343506.
- Wolff, Christoph (1991). Bach: Essays on his Life and Music. Cambridge, Massachusetts: Harvard University Press. ISBN 0-674-05926-3.
- Wolff, Christoph (2000). Johann Sebastian Bach: The Learned Musician (en inglés). Oxford University Press. ISBN 0-393-04825-X. Consultado el 28 de abril de 2020.
- Williams, Peter (2003). The Life of Bach (en inglés). Cambridge University Press. ISBN 0 521 82636 5. Consultado el 28 de abril de 2020.